# Nettelhorst (buurtschap)
Nettelhorst verwijst naar de voormalige buurschap met bestuurlijke en gerechtelijke bevoegdheden die in 1424 samengevoegd werd met de buurschap Langen tot de voormalige marke Nettelhorst-Langen. 
Statistisch wordt door het CBS Nettelhorst samen met de buurschap Langen en het dorpje Zwiep gerekend tot een 'buurt' van de 'wijk' Lochem buitengebied in de gemeente Lochem in de Nederlandse provincie Gelderland, regio Achterhoek.

## Geschiedenis
Nettelhorst wordt voor het eerst genoemd tussen 1133 en 1166. Later vormde Nettelhorst samen met de buurschap Langen de marke Nettelhorst-Langen.
Rond 1500 bestond de buurschap uit drie erven, Huize de Nettelhorst, de erven Bouwhues en Blanckfoirde. De Nettelhorst en Blanckforde lagen naast de hoger gelegen zandkop van de stuwwal en waren geschikt voor akkerbouw. Aangenomen wordt dat tot de 16e eeuw de rest van Nettelhorst bestond uit woeste gronden. Dat bestond op de wat hoger gelegen gedeelten uit bos en heide, en op de lagere gedeelten uit zogenaamde broekbossen die slechts toegankelijk waren in tijden van droogte en vorst.
Doordat het gebied zo vochtig en moerassig was en door de transportproblemen en de onkunde van de boeren kwamen de ontginning en de bewoning pas in de 16e en 17e eeuw langzaam op gang. De hoofdas van de ontginning was de Broekstraat, een weg die tot einde achttiende eeuw in de winter onbegaanbaar was.
Uit het Register op de leenakteboeken van het Graafschap Zutphen blijkt dat Nettelhorst al in 1424 behoorde tot de marke Nettelhorst-Langen. Het was een zogenaamde grondheerlijke marke. De macht lag bij de grootgrondbezitters. Rond 1600 was 6/7 in bezit van Walraven van Heeckeren van Nettelhorst en 1/7 van Derk Noordenborgs. De familie Van Heeckeren was sinds 1465 beleend met het landgoed. De markerechten en de markevergaderingen werden opgetekend in het markeboek.
In 1794 heerste in het gebied de rode loop, tegenwoordig dysenterie genoemd. In Nettelhorst werden 22 personen ziek, en stierven 6 personen.
Op de markevergadering van 7 augustus 1837 werd een conceptplan besproken voor de verdeling van de markegronden. Een jaar later werd de verdelingslijst vastgesteld. De koninklijke goedkeuring is van 1841. De financiële afwikkelingen duurden tientallen jaren.

## Huidige situatie
Nettelhorst is in de eenentwintigste eeuw een buurt in het buitengebied binnen de gemeente Lochem die samen met de buurten Langen en Zwiep een oppervlakte beslaat van 1.339 km² en een inwonertal heeft van ruim 400. In het buitengebied Nettelhorst is onder andere de 'Daltonbasisschool Nettelhorst', een kleine basisschool met drie combinatiegroepen, gevestigd.
Wat betreft de geschiedenis zijn er nog de resten van de ruïne van de havezate.

## Zie ook

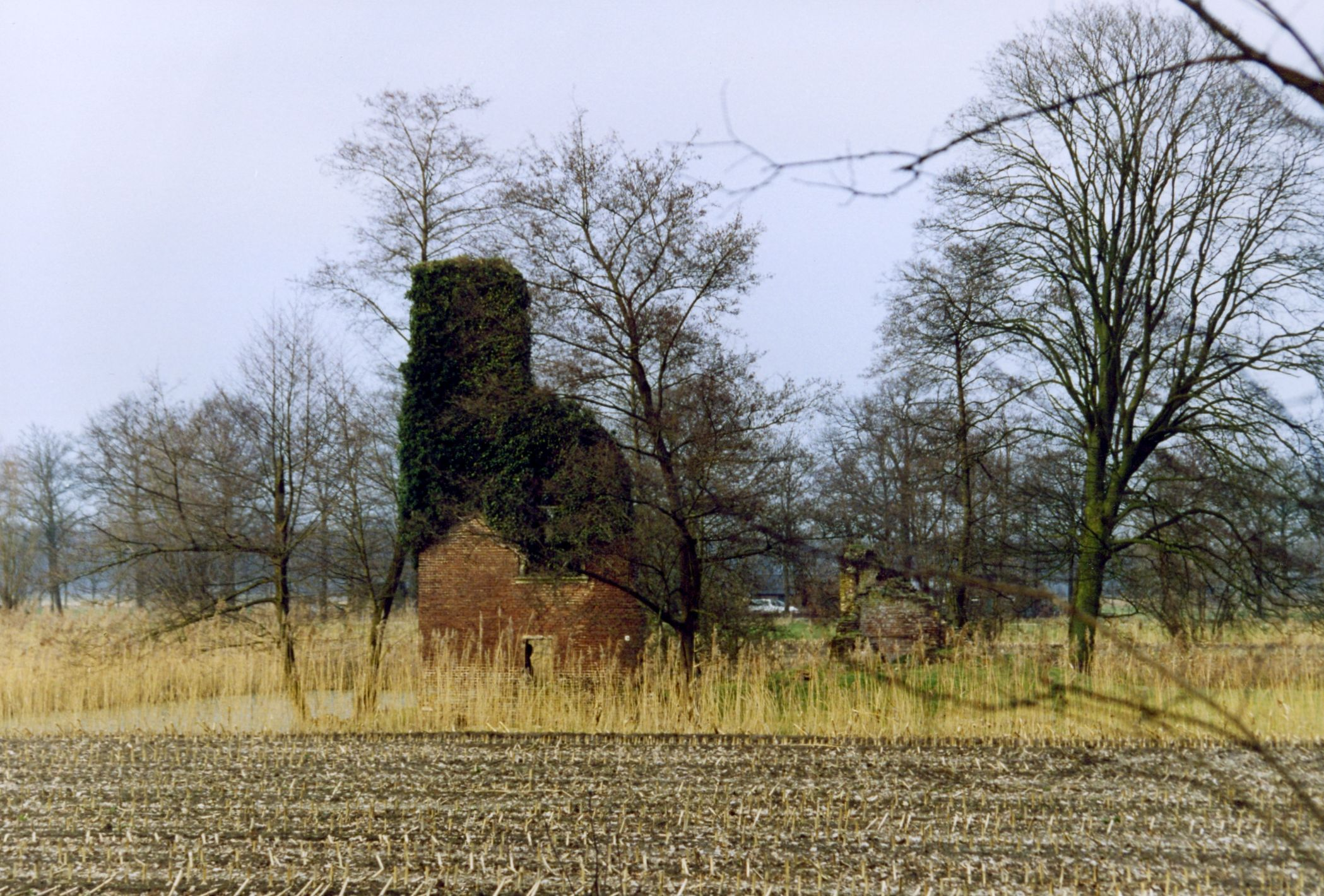
Ruïne Nettelhorst 2010
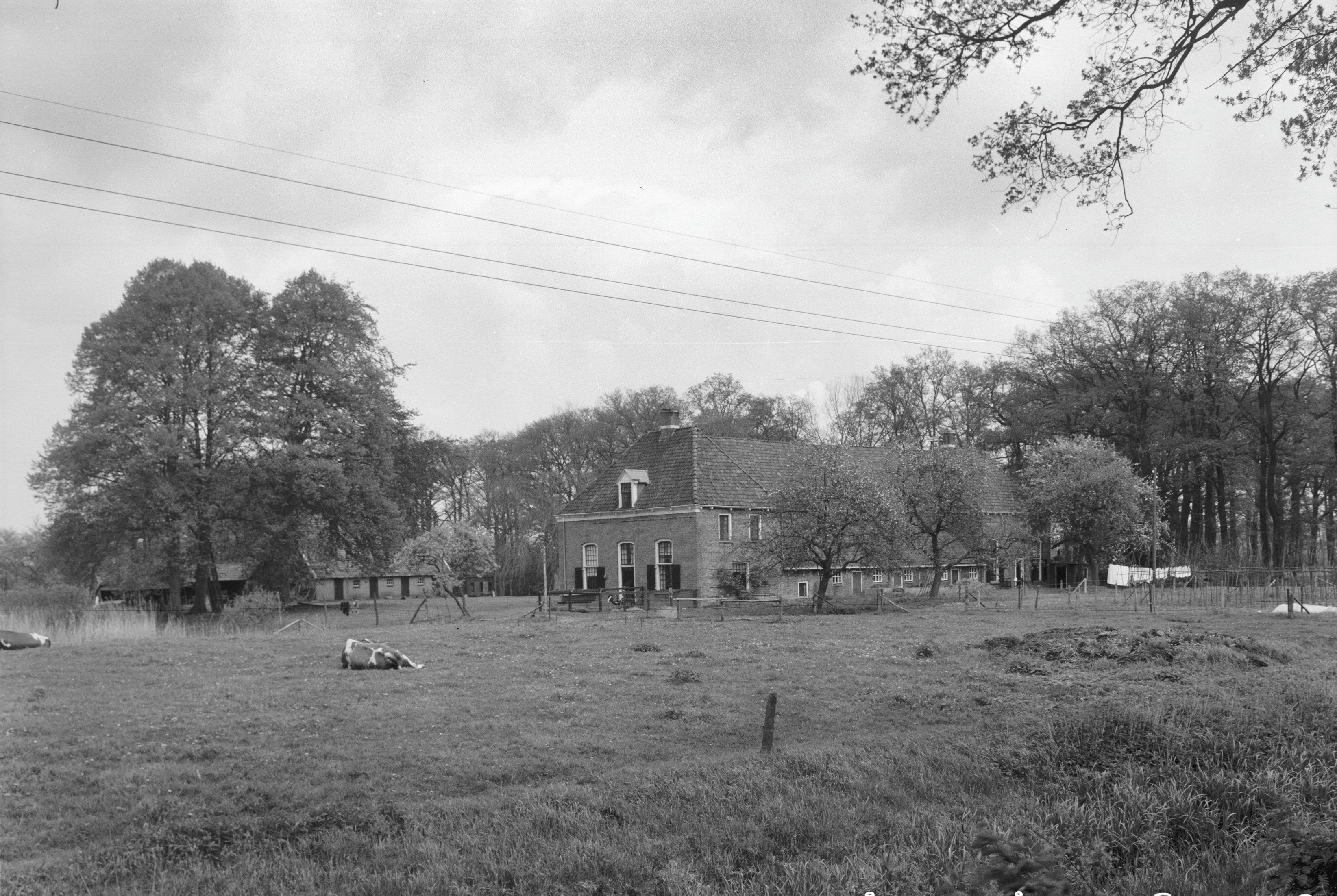
Bouwhuis Nettelhorst 1963 - RCE
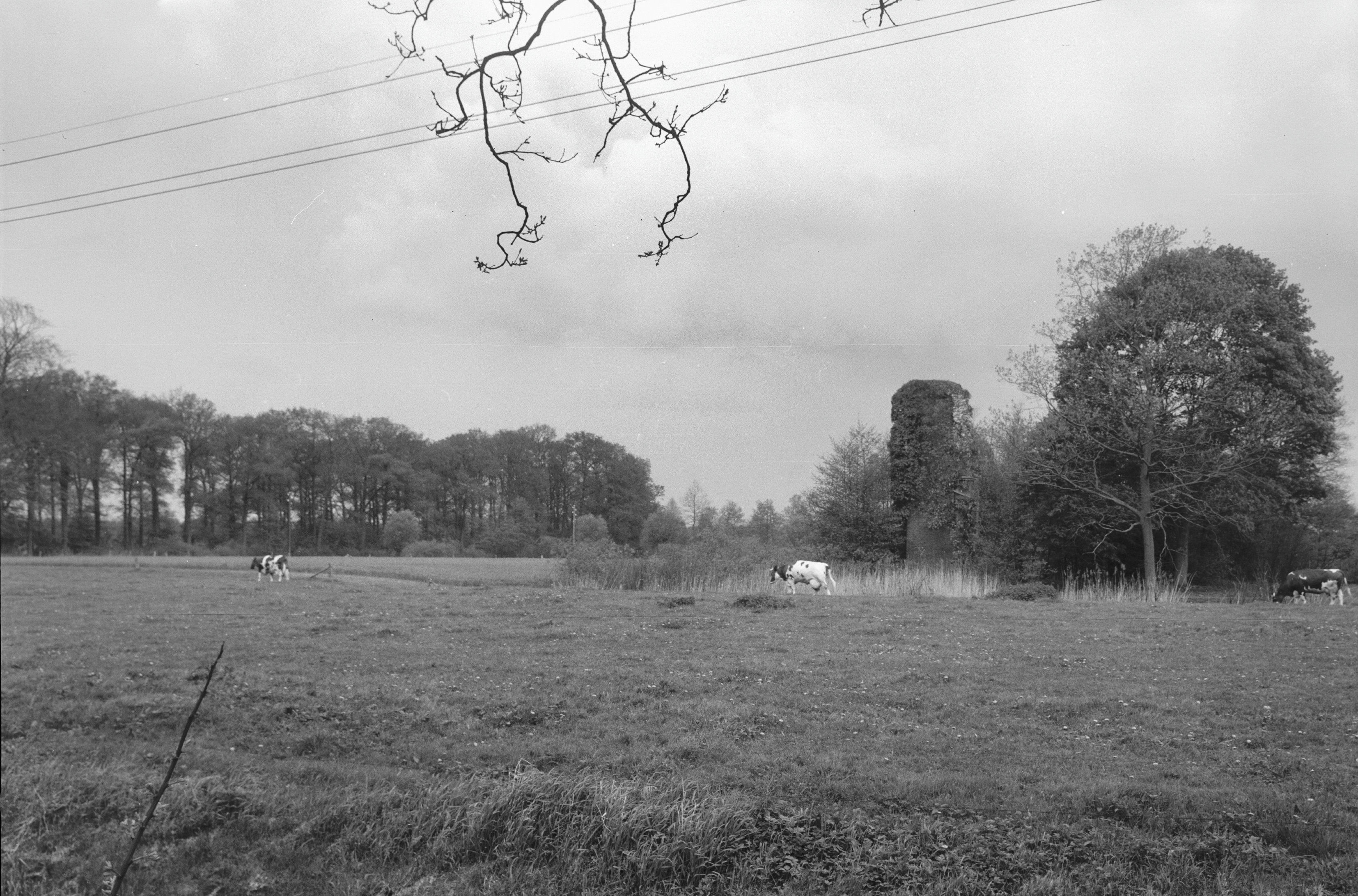
Nettelhorst 1963 - RCE